# Catada pectioncera
Catada pectioncera är en fjärilsart som beskrevs av George Francis Hampson. Catada pectioncera ingår i släktet Catada och familjen nattflyn. Inga underarter finns listade i Catalogue of Life.